# 春が来た
『春が来た』（はるがきた）は、高野辰之作詞、岡野貞一作曲の日本の童謡である。2007年（平成19年）に日本の歌百選に選出されている。

## 概要
1910年（明治43年）発行の『尋常小学読本唱歌』にて発表。1912年（明治45年）3月発行の『尋常小学唱歌 第三学年用』、1932年（昭和7年）発行の『新訂尋常小学唱歌 第三学年用』、1941年（昭和16年）発行の『うたのほん（下）』にも掲載されている。
1番では「～来た」、2番では「～咲く」、3番では「～鳴く」という短いフレーズを繰り返し重ねることにより、リズミカルな効果を生んでいる。
2020年3月までJR西日本草津線油日駅の到着メロディーに採用されていた。

## 歌詞
一、
春が　來た、
春が　來た、
どこに　來た。
山に　來た、
里に　來た、
野にも　來た。
二、
花が　咲く、
花が　咲く、
どこに　咲く。
山に　咲く、
里に　咲く、
野にも　咲く。
三、
鳥が　鳴く、
鳥が　鳴く。
どこで　鳴く。
山で　鳴く、
里で　鳴く、
野でも　鳴く。

## 編曲
- ワルツ「春の声が聞こえてきた♪」 - ピアニスターHIROSHIの編曲。『おもしろ変奏曲にアレンジ! 〜日本のうた〜』（ヤマハミュージックメディア）に掲載。

## 脚註
1. ↑  尋常小学唱歌 2011年1月閲覧